# 史密斯威森M386PD左輪手槍
史密斯威森M386PD（英語：Smith & Wesson Model 386PD）是一款由美国槍械公司史密斯&威森旗下的性能中心以史密斯威森M386（史密斯威森M686的钪合金底把版本）為藍本研製及生產的7發式“K／L型底把”雙動操作式狩獵用途左輪手槍，發射.357 S&W馬格南或火力相對較弱的.38 S&W特種彈這二種子彈。

## 概述
史密夫威信M386PD的底把由钪增強鋁合金、钛合金弹巢和耐腐蚀钢製槍管內襯所構成。裝有一根63.5毫米（2.5英吋）不連制退器或馬格那孔的不鏽鋼製槍管，以及霍格（英語：Hogue）公司生產的薔薇木握把（亦可改用黑色橡膠握把）；空槍時重量僅為17.5盎司（496.12克，1.09磅）。
由於無外置式擊錘，它以純雙動操作扳機進行射擊。除了傳統红色坡道型準星，它亦可採用了集光HI-VIZ红色光纖準星，描配可調節的V型缺口式照門。整把左輪手槍表面具有消減防眩眩光的啞光黑色外觀，以及啞光灰色的弹巢。

## 資料來源
- （英文）—Manfacturer: Smith & Wesson （页面存档备份，存于）

## 外部連結
- （英文）—Genitron－
  - Smith & Wesson 386PD 1 （页面存档备份，存于）
  - Smith & Wesson 386PD 2 （页面存档备份，存于）
- （英文）—Gunblast.com—2001 NRA Annual Meetings （页面存档备份，存于）